# Дудочкин, Василий Иванович
Василий Иванович Дудочкин — советский хозяйственный, государственный и политический деятель, Герой Социалистического Труда.

## Биография
Родился в 1923 году в селе Богданово. Член КПСС с 1967 года.
С 1938 года — на хозяйственной, общественной и политической работе. В 1938—1983 гг. — колхозник в колхозе «Путь к коммунизму» Тамалинского района, тракторист в Тамалинской машинно-тракторной станции, участник Великой Отечественной войны, тракторист, комбайнёр в Тамалинской МТС, комбайнер колхоза «Россия», совхоза «Тамалинский» Тамалинского района Пензенской области.
Указом Президиума Верховного Совета СССР от 7 декабря 1973 года присвоено звание Героя Социалистического Труда с вручением ордена Ленина и золотой медали «Серп и Молот».
Умер в совхозе «Тамалинский» в 2012 году.